# Zonder titel (Anna Enquist, Rokin)
Aan het Rokin in Amsterdam-Centrum staat vanaf 2017 een titelloze poëtische uiting. Het betreft dichtregels van Anna Enquist aangebracht op zitbanken die een boom beschermen nabij Rokin 9-15.
Bij de herinrichting en herbestrating van het Rokin na de metrobouw, werden de zitmeubels geplaatst. Op de leuninglatten is een metaalplaat met daarop een tekst van de toenmalige stadsdichteres geplaatst. De tekst luidt:
Geloof het maar, hij strekt zijn wortels naar de metrobuis, onmogelijk, en rekt zijn takken naar de hemel, niet te doen. Hier staat de boom, bescherm zijn stam, wij zijn verloren zonder groen.
Initiatiefnemer van de straatpoëzie was Max Bögel, hoofdaannemer van de Noord/Zuidlijn. Ze werd geplaatst in het kader van het project 'De Rode Loper'. Vergelijkbare bankjes met andere teksten zijn te vinden op de Vijzelgracht en de Ferdinand Bolstraat. 